# Plentywood
Plentywood is een plaats (city) in de Amerikaanse staat Montana, en valt bestuurlijk gezien onder Sheridan County.

## Demografie
Bij de volkstelling in 2000 werd het aantal inwoners vastgesteld op 2061.
In 2006 is het aantal inwoners door het United States Census Bureau geschat op 1737, een daling van 324 (-15,7%).

## Geografie
Volgens het United States Census Bureau beslaat de plaats een oppervlakte van
3,0 km², geheel bestaande uit land. Plentywood ligt op ongeveer 624 m boven zeeniveau.

## Plaatsen in de nabije omgeving
De onderstaande figuur toont nabijgelegen plaatsen in een straal van 36 km rond Plentywood.